# André De Biase
André Resende De Biase (Vitória, 23 de novembro de 1956) é um ator brasileiro. 
Na década de 1980, foi um dos protagonistas de uma série que marcou época na televisão: Armação Ilimitada, ao lado de Kadu Moliterno e Andréa Beltrão.

## Filmografia

### Televisão
| Ano     | Título                    | Personagem                  | Notas                               | Emissora          |
| ------- | ------------------------- | --------------------------- | ----------------------------------- | ----------------- |
| 1981    | Os Adolescentes           | Doca                        |                                     | Rede Bandeirantes |
| 1982    | Elas por Elas             | Ivan Furtado Lopes          |                                     | Rede Globo        |
| 1983    | Voltei pra Você           | Netinho                     |                                     | Rede Globo        |
| 1984    | Partido Alto              | Marcos                      |                                     | Rede Globo        |
| 1985–88 | Armação Ilimitada         | Lula                        |                                     | Rede Globo        |
| 1989    | Juba & Lula               | Lula                        |                                     | Rede Globo        |
| 1992    | Você Decide               | Jonas                       | Episódio: "Amor Discreto"           | Rede Globo        |
| 1994    | Confissões de Adolescente | Mauro                       | Episódio: "O Guru"                  | TV Cultura        |
| 2001–06 | Malhação                  | Vinícius Lemos              | Temporadas 7–13                     | Rede Globo        |
| 2007    | Caminhos do Coração       | Aristóteles Mayer (Ari)     |                                     | Rede Record       |
| 2008    | Os Mutantes               | Aristóteles Mayer (Ari)     |                                     | Rede Record       |
| 2010    | Ribeirão do Tempo         | Ari Dias Neto (Ari Jumento) |                                     | Rede Record       |
| 2013    | Tá Tudo em Casa           | Dr. Teobaldo                | Especial de fim de ano              | Rede Record       |
| 2014    | Milagres de Jesus         | Oziel                       | Episódio: "O Endemoniado de Gerasa" | Rede Record       |
| 2014    | Vitória                   | Dante                       |                                     | Rede Record       |
| 2015    | Vai Que Cola              | Duda                        | Episódio: "Ajolescente"             | Multishow         |

### Cinema
- 1978 - Nos Embalos de Ipanema
- 1979 - Eu matei Lúcio Flávio -(Assaltante da Farmacia vitória-régia)
- 1979 - Terror e Êxtase
- 1981 - Menino do Rio
- 1981 - A Mulher Sensual
- 1981 - Filhos e Amantes
- 1984 - Garota Dourada
- 1984 - Memórias do Cárcere
- 2006 - Gatão de Meia Idade
- 2008 - Meu Nome Não É Johnny... Alex Nelori
- 2016 - Milagres de Jesus - O Filme ... Oziel

## Teatro
- 1992 - Queridos Monstrinhos